# Lữ Quân
Lữ Quân (hoặc Lã Quân, tiếng Trung giản thể: 吕军, bính âm Hán ngữ: Lǚ Jūn, sinh năm 1967, người Hán) là doanh nhân, chính trị gia nước Cộng hòa Nhân dân Trung Hoa. Ông là Ủy viên dự khuyết Ủy ban Trung ương Đảng Cộng sản Trung Quốc khóa XX, khóa XIX, hiện là Bí thư Đảng tổ, Chủ tịch Tập đoàn Trung Lương (COFCO). Ông từng là Bí thư Đảng tổ, Chủ tịch Tập đoàn Dự trữ lương thực Trung Quốc (Sinograin).
Lữ Quân là đảng viên Đảng Cộng sản Trung Quốc, học vị Kỹ sư nông nghiệp, Thạc sĩ Kỹ thuật. Ông có sự nghiệp 30 công tác trong khối doanh nghiệp nhà nước, và nếu hoạt động ở lĩnh vực nông nghiệp Trung Quốc.

## Xuất thân và giáo dục
Lữ Quân sinh vào năm 1967 tại huyện Thúc Lộc, nay là thành phố cấp huyện Tân Tập của thủ phủ Thạch Gia Trang, tỉnh Hà Bắc, Cộng hòa Nhân dân Trung Hoa. Ông lớn lên và tốt nghiệp cao trung ở Thúc Lộc, đến năm 1985 thì thi cao khảo và đỗ Đại học Nông nghiệp Trung Quốc, đến Bắc Kinh nhập học từ tháng 9 và tốt nghiệp kỹ sư nông nghiệp vào tháng 7 năm 1990. Sau đó, ông tiếp tục theo học chương trình nghiên cứu sinh toàn thời gian sau đại học tại trường, nhận bằng Thạc sĩ Kỹ thuật vào tháng 4 năm 1993. Ông cũng được kết nạp Đảng Cộng sản Trung Quốc khi còn học tại trường Nông nghiệp.

## Sự nghiệp
Năm 1993, sau 8 năm học ở trường Nông nghiệp, Lữ Quân được nhận vào làm ở Tổng công ty Xuất khẩu lương thực, dầu và thực phẩm Trung Quốc (Trung Lương Du Thực). Sau đó 4 năm, vào thời điểm công ty con của Trung Lương Du Thực là Công ty Môi giới tương lai Trung Lương (COFCO Futures) được thành lập thì ông được bổ nhiệm là Phó Giám đốc, sau đó là dần thăng chức làm Tổng giám đốc trong những năm 1997–2003. Vào năm 2003, Trung Lương Du Thực được chuyển đổi từ tổng công ty thành tập đoàn, Lữ Quân nhậm chức Trợ lý Tổng tài, vẫn kiêm nhiệm là Tổng giám đốc COFCO Futures. Trong giai đoạn này, ông cũng kiêm nhiệm làm giám đốc bộ phận dầu mỡ bôi trơn của Công ty hữu hạn Lương Du Trung Quốc – một công ty con khác của Trung Lương Du Thực được thành lập và phát hành cổ phiếu ở Hồng Kông. Năm 2007, tập đoàn đổi tên thành Tập đoàn Trung Lương (COFCO), ông vẫn tiếp tục là Trợ lý Tổng tài, kiêm Phó Tổng giám đốc Công ty hữu hạn Lương Du Trung Quốc, đến tháng 4 năm 2010 thì là Phó Chủ tịch COFCO, Thành viên Đảng tổ tập đoàn. Vào tháng 10 năm 2013, Lữ Quân được điều chuyển sang một doanh nghiệp nhà nước mới, nhậm chức Đồng sự, Thành viên Đảng tổ, Tổng giám đốc Tổng công ty Quản lý dự trữ Lương thực Trung Quốc (Sinograin). Khi tổng công ty này được chuyển đổi thành Tập đoàn Dự trữ lương thực Trung Quốc vào năm 2016 thì ông được bổ nhiệm làm Bí thư Đảng tổ, Chủ tịch tập đoàn, công vụ viên cấp phó bộ trưởng. Tháng 10 năm 2017, ông dự Đại hội Đảng Cộng sản Trung Quốc lần thứ XIX, từ đoàn đại biểu khối xí nghiệp nhà nước, được bầu làm Ủy viên dự khuyết Ủy ban Trung ương Đảng Cộng sản Trung Quốc khóa XIX.
Sang tháng 7 năm 2018, Lữ Quân được điều trở lại Tập đoàn Trung Lương, nhậm chức Bí thư Đảng tổ, Chủ tịch tập đoàn. Cuối năm 2022, ông tham gia Đại hội Đảng Cộng sản Trung Quốc lần thứ XX từ đoàn đại biểu xí nghiệp nhà nước. Trong quá trình bầu cử tại đại hội, ông tiếp tục được bầu là Ủy viên dự khuyết Ủy ban Trung ương Đảng Cộng sản Trung Quốc khóa XX.